# Twierdzenie o trzech prostopadłych

Twierdzenie o trzech prostopadłych – twierdzenie stereometrii: Jeżeli prosta b  jest rzutem prostokątnym prostej a na daną płaszczyznę, to prosta c leżąca w tej płaszczyźnie jest prostopadła do prostej a wtedy i tylko wtedy, gdy jest prostopadła do b:
{\displaystyle c\perp a\Leftrightarrow c\perp b.}
Rysunek jest ilustracją twierdzenia:
- proste x i y nie są prostopadłe do a, bo nie są prostopadłe do b, która jest rzutem a na płaszczyznę;
- prosta c jest prostopadła do a, bo jest prostopadła do b.

Fakt ten można udowodnić, wykorzystując twierdzenie o prostej prostopadłej do płaszczyzny.